# Nadia Akacha
Pour les articles homonymes, voir Akacha.
Nadia Akacha (arabe : نادية عكاشة) est une juriste et femme politique tunisienne. Elle occupe le poste de ministre-conseillère, directrice du cabinet du président de la République du 28 janvier 2020 au 24 janvier 2022.

## Biographie

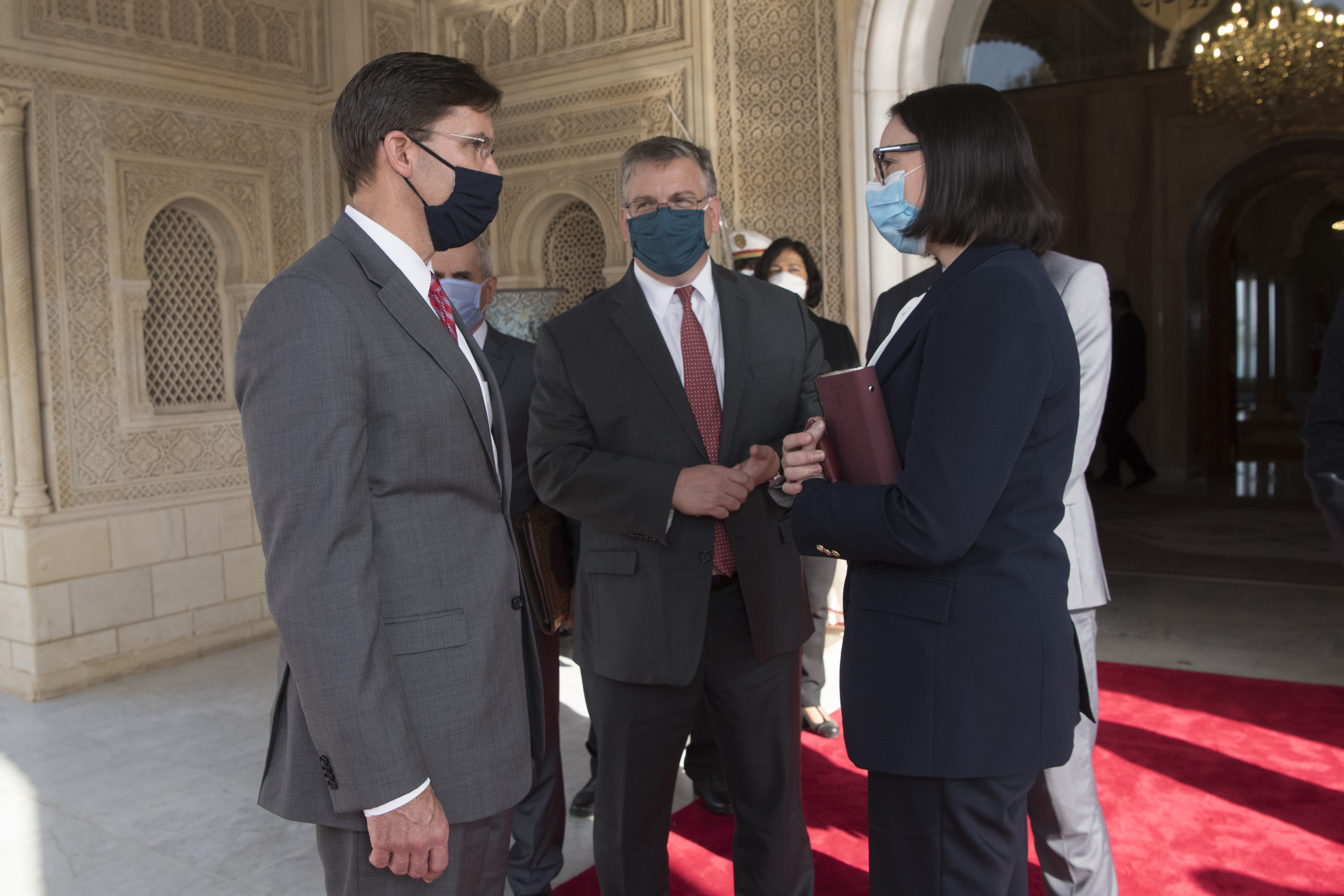
Nadia Akacha (droite) avec le secrétaire à la Défense des États-Unis Mark Esper (gauche) et l'ambassadeur américain (centre) en septembre 2020 au palais présidentiel de Carthage.

Titulaire d'un doctorat en droit public, spécialiste du droit constitutionnel. Sa thèse porte sur Le pouvoir normatif du juge constitutionnel.
Elle devient ensuite la responsable du département de droit à l'université internationale de Tunis. En 2011 et 2014, elle participe à la Mission d'observation électorale de l'Union européenne en Tunisie.
Dans les derniers mois de 2019, elle est nommée conseillère juridique dans le cabinet présidentiel de Kaïs Saïed, avec prise de fonction immédiate,, avant d'être nommée le 28 janvier 2020, soit quelques mois plus tard, directrice du cabinet du président. Un décret présidentiel lui accorde le rang et les privilèges d'un ministre.
Le 25 janvier 2021, elle aurait été victime d'une enveloppe piégée par une substance inconnue car, dès qu'elle l'a ouvert, sa santé se détériore, elle se sent faible et perd brièvement le sens de la vision avec un mal de tête. Après l'incident, elle est transférée à l'hôpital militaire de Tunis pour y effectuer des examens. Il semble cependant, après investigation du parquet du tribunal de première instance de Tunis, que cette enveloppe ne contenait aucune substance dangereuse.
Le 24 janvier 2022, elle démissionne en raison « de divergences fondamentales de points de vue en lien avec l'intérêt supérieur du pays ». En mai de la même année, un scandale éclate concernant une série d'enregistrements attribués à Nadia Akacha, qui a quitté la Tunisie pour la France après sa démission, et discutant l'état de santé du président Kaïs Saïed et ses relations tendues avec les officiels américains. Poursuivie par la belle-sœur du président et malgré ses dénégations, elle est condamnée par contumace à 14 mois de prison par le tribunal de première instance de Tunis le 17 janvier 2023. Le 16 mai, elle est condamnée à nouveau par contumace à un an de prison et une amende de 600 dinars, par la sixième chambre correctionnelle auprès du tribunal de première instance de Tunis, pour diffamation, fausses accusations et dénigrement sur les réseaux sociaux à la suite d'une plainte concernant une conversation téléphonique fuitée.